# Boin
『boin』（ボイン）は、2004年9月24日にCrossnet-Pieより発売された18禁恋愛アドベンチャーゲーム、及びそれを原作として制作されたアダルトアニメ。
2007年3月16日には、本作の結末以外の設定や世界観を引き継いだ続編『リゾートBOIN』が発売された。
2011年4月8日には、本作と『リゾートBOIN』に後者のスピンオフ同人ゲーム『おさわりBOIN』シリーズもDVD-ROM1枚に纏めた廉価版『Boin super pack』がアンダーリップより発売された。
2012年12月27日には、アダルトゲーム雑誌『メガストア』2013年2月号の付録DVD-ROMへ収録された。

## 概要
キャッチコピーは、「美巨乳宣言」と「明るく楽しくコスプレエッチ」。売りは、「イベントCG枚数360枚、総CG枚数1000枚以上、それを演出するイベントCG枚数は360枚以上、エッチシーン40以上でエッチCG率は90%以上」としており、タイトルの通り登場するヒロイン達は全て、巨乳の美少女や美女である。実質上の登場人物は主人公を含めて6人（そのうち4人はヒロイン）である。選択肢などのゲーム性は無いに等しく、序盤のキャラクターの登場後はキャラクターとコスチュームを選択し、そのコスチュームに関したショートストーリーからエッチシーンへ移行するという形で展開する。よって、ストーリーも基本的には無いに等しい。

## あらすじ
春、熱血教師を夢見ていた一条大介は、念願叶って祖母が理事長を務める女子高・私立衣更学園に新任教師として採用された。ある日、理事長室に呼ばれた大介は、理事長である祖母と従姉でもある学年主任・衣更透子から学園の少子化対策として検討されている新規カリキュラム「職業適性診断」を担当するよう、告げられる。職業適性診断とは、「生徒が様々な職業の制服を身にまとい体験することで、自身の職業適性を知り、順応できるかを試すロールプレイ」であるという。大介は嫌がるが、祖母の鶴の一声により、従妹で幼馴染でもある生徒・飯井原なおと共に試験導入の担当者とされてしまう。

## 登場人物
一条 大介（いちじょう だいすけ）
声：中本伸輔（アダルトアニメ版のみ）
本作の主人公。私立衣更学園の新任教師。実家は病院を経営している。祖母と透子に無理矢理、「職業適性診断」の担当者に任命される。
飯井原 なお（いいはら なお）
声：金田まひる
本作のメインヒロイン。バスト102cm（Gカップ）
大介や透子の従妹。元気で前向きな心優しい性格だが、マイペースでそそっかしい。子供の頃は体が弱く、大介の実家である病院へ入退院を繰り返していたことがあり、彼によく面倒を見てもらっていた。その頃からずっと大介を慕っている。自分以上にマイペースな級友のみつぐのことを心配しているが、実際は暴走しがちななおをみつぐがフォローしている。
職業適性診断コスチュームは、看護婦・メイド・ウェイトレス（チャイナドレス）・スチュワーデス。
筑紫野 みつぐ（つくしの みつぐ）
声：成瀬未亜
本作のヒロインの1人。バスト89cm（Eカップ）
筑紫野財閥の御令嬢。なおの級友で大親友。世間知らずで天然ボケ。迷信やジンクスをやたら気にしており、占いやオカルトが大好き。過去に大介に（些細な）ピンチを救われたことから、大介を「運命の人」と信じ、熱心にアプローチしてくる。親友のなおが職業適性診断のテストプレーヤーであることを知り、興味を持って自身も参加する。
職業適性診断コスチュームは、看護婦・巫女・ウェイトレス・教師（スーツ）。
衣更 透子（ころもがえ とうこ）
声：内野ぽち
本作のヒロインの1人。バスト116cm（Kカップ）
大介より2、3歳年上の従姉（血縁関係はなし）。私立衣更学園の教師で、大介の上司でもあり、なおやみつぐ達の学年主任も務めている。
外見的にも性格的にもクールな美人だが、それは家と理事長を継ぐ者としての重責から後天的に形成されたものであり、そうした仮面を被ることに最近は疲れ始めている。面倒見の良い心優しい女性だが、冷淡な一面や隠れたマゾ的気質も持つ。
職業適性診断のカリキュラム内容の相談を受ける形で、生徒の代わりの模擬プレーヤーとして自身も参加する。
職業適性診断コスチュームは、女子高生・軍人・ウェイトレス（和服）・医者。
幕張 夏子（まくはり なつこ）
声：春名有美
本作のヒロインの1人。バスト119cm（Kカップ）
私立衣更学園保健医。快活な性格の快楽主義者であり、常に大介をからかっている。同期の透子とは赴任当初に親しくしていたが、男関係で揉めてしまったことがあり、現在はあまり親しくない。アダルトアニメ版には登場しない。
理事長
声：椎名玲子
私立衣更学園の理事長で、大介たちの祖母。本名は麗華。
家を飛び出した大介の大学費用を肩代わりし、その後も様々な面倒を見続けており、彼にとっては昔から頭が上がらない人物でもある。アダルトアニメ版には登場しない。

## スタッフ
- 企画：八宝備仁
- 原画：八宝備仁、はしばみ
- シナリオ：渋谷五壱、さえぐさのぞみ

## 主題歌
「こっちを見てね」
作詞・作曲・編曲：大田雄一 / 歌：内野ぽち

## アダルトアニメ
Milkyより発売。全2巻。
各巻リスト
- boin レクチャー1（2005年8月25日発売）
- boin レクチャー2（2006年1月25日発売）

スタッフ
- 原作 - Crossnet-Pie、happobi
- 監督 - 粟井重紀
- 脚本 - そぞろ童子
- 演出・コンテ - 一文字マリア
- 作画監督 - 山本道隆、朴大熱
- 色指定 - 虻川康之
- 撮影 - スタジオウッド
- 編集 - 加納美樹
- プロデューサー - 村上幸太郎、渡来猛人
- アニメ制作 - シンデバンフィルム
- 制作 - イメージハウス
- 製作 - Milky

## 関連書籍
『BOIN BEST SELECTION』 - 『boin』オフィシャルファンブック
発売日：2005年4月24日、出版：宙出版、A4サイズ/144ページ、ISBN 4-7767-9119-6